# Yumari González
Pour les articles homonymes, voir González.
González  Valdivieso est un nom espagnol. Le premier nom de famille, en général paternel, est González ; le second, en général maternel, souvent omis, est Valdivieso.
Yumari González Valdivieso (née le 13 juin 1979) est une coureuse cycliste cubaine. Spécialiste de la piste, elle a été championne du monde du scratch en 2007 et en 2009. Cette année-là, elle fut désignée meilleure athlète cubaine par la fédération cubaine de cyclisme, puis quelques jours plus tard meilleur athlète cubaine, tous sports confondus.

## Palmarès sur piste

### Championnats du monde
- Ballerup 2002
  - Cinquième du keirin[3].
  - 15e du 500 mètres[4].
- Stuttgart 2003
  - 11e du keirin[5] (éliminée au deuxième tour [6]).
  - 17e du 500 m[7].
- Palma de Majorque 2007
  -  Championne du monde du scratch[8].
  - Cinquième de la course aux points[9].
- Manchester 2008
  -  Médaillée d'argent du scratch[10].
- Pruszków 2009
  -  Championne du monde du scratch[11].
  -  Médaillée d'argent de la course aux points[12].
- Copenhague 2010
  -  Médaillée d'argent du scratch[13].
  - 11e de l'omnium[14].
- Melbourne 2012
  - 16e de la course aux points[15].
  - 17e de la course scratch (déclassée pour manœuvre dangereuse)[16].
- Cali 2014
  - Septième du scratch.
- Saint-Quentin-en-Yvelines 2015
  - 13e de la poursuite par équipes (avec Marlies Mejías, Yudelmis Domínguez et Yoanka González)[17].
  - Abandon dans la course scratch[18].

### Championnats du monde juniors
- 1997
  -   Médaillée d'argent de la vitesse

### Coupe du monde
- 2002
  - 1re du keirin à Monterrey

- 2006-2007
  - Classement général du scratch
  - 3e de la vitesse par équipes à Los Angeles
  - 3e du scratch à Manchester

- 2007-2008
  - Classement général du scratch
  - 1re du scratch à Sydney
  - 3e du scratch à Pékin
  - 3e de la poursuite par équipes à Pékin

- 2008-2009
  - 1re de la poursuite par équipes à Cali
  - 2e du scratch à Cali
  - 2e de la course aux points à Cali

- 2009-2010
  - 2e de la course aux points à Manchester
  - 3e du scratch à Cali

### Championnats panaméricains
- Puerto La Cruz 1996
  -  Médaillée de bronze du 500 m

- Bucaramanga 2000
  -  Médaillée de bronze du 500 m
  -  Médaillée de bronze de la vitesse individuelle

- Medellín 2001
  -  Médaillée d'or du 500 m
  -  Médaillée d'argent de la vitesse individuelle

- Tinaquillo 2004
  -  Médaillée d'or du scratch
  -  Médaillée d'argent du 500 m
  -  Médaillée d'argent du keirin
  -  Médaillée d'argent de la vitesse individuelle

- Mar del Plata 2005
  -  Médaillée d'or du scratch
  -  Médaillée de bronze du 500 m
  -  Médaillée de bronze de la course aux points

- São Paulo 2006
  -  Médaillée d'or du scratch[19]
  - Quatrième du 500 m[20]

- Valencia 2007
  -  Médaillée d'argent de la vitesse par équipes

- Mexico 2009
  -  Médaillée d'or de la poursuite par équipes
  -  Médaillée d'or du scratch
  -  Médaillée d'or de la course aux points

- Aguascalientes 2010
  -  Médaillée d'argent de la poursuite par équipes
  -  Médaillée d'or du scratch

- Medellín 2011
  -  Médaillée d'or de la poursuite par équipes

- Mar del Plata 2012
  - Cinquième de la course aux points[21].
  - Sixième de la course scratch[22].

- Aguascalientes 2014
  -  Médaillée d'argent de la poursuite par équipes
  - Dixième de la course aux points[23]

- Cochabamba 2019
  - Cinquième de la course scratch[24].

### Jeux panaméricains
- Winnipeg 1999
  -  Médaillée de bronze du 500 m
  -  Médaillée de bronze de la vitesse

- Saint Domingue 2003
  -  Médaillée de bronze du keirin

- Guadalajara 2011
  -  Médaillée d'argent de la poursuite par équipes

### Jeux d'Amérique centrale et des Caraïbes
- Maracaibo 1998
  -  Médaillée d'or du 500 m[25]
  -  Médaillée d'argent de la vitesse[26]
- Carthagène des Indes 2006
  -  Médaillée d'or du keirin[27]
  -  Médaillée d'argent de la course aux points[28]
  -  Médaillée d'argent du scratch[29]
- Veracruz 2014
  -  Médaillée d'or de la poursuite par équipes

## Palmarès sur route
- 2005
  -  Médaillée de bronze de la course en ligne des championnats panaméricains
  - 3e du championnat de Cuba du contre-la-montre
- 2006
  -  Médaillée d'or de la course en ligne des championnats panaméricains
  -  Médaillée d'argent de la course en ligne aux Jeux d'Amérique centrale et des Caraïbes[30]
- 2007
  -  Médaillée d'or de la course en ligne aux Jeux panaméricains
  -  Médaillée d'argent de la course en ligne des championnats panaméricains
- 2008
  -  Médaillée d'or de la course en ligne des championnats panaméricains
  -  Championne de Cuba sur route
  - 2e du championnat de Cuba du contre-la-montre
- 2011
  -  Médaillée d'argent de la course en ligne aux Jeux panaméricains
- 2012
  -  Médaillée d'or de la course en ligne des championnats panaméricains
  -  Championne de Cuba sur route
  - 3e de la Copa Fundadeporte
- 2014
  -  Médaillée d'argent sur route aux Jeux d'Amérique centrale et des Caraïbes
  - 3e du championnat de Cuba sur route
- 2015
  - 3e du championnat de Cuba du contre-la-montre
  -  Médaillée de bronze de la course en ligne des championnats panaméricains
- 2016
  -  Championne de Cuba du contre-la-montre